# Mścisław II Udały
Mścisław II Udały (ur. 1180, zm. 1228) – książę ruski.
Mścisław II Udały w latach 1193–1211 rządził jako książę w Trypolu, Toropcu i Torczesku. Był księciem nowogrodzkim w latach 1210–1218. W latach 1216–1219 i 1221–1227 zasiadał na tronie halickim.

## Życiorys
Mścisław II Udały brał udział w wielu bitwach, m.in. z Połowcami w 1193 i 1203, z zakonem kawalerów mieczowych w Inflantach w latach 1212–1214. W 1216 pobił swojego konkurenta do tronu halickiego – Kolomana. W 1221 pobił go ponownie, wziął do niewoli i wypuścił za obietnicą zrzeczenia się Halicza przez Węgry. 
Swój przydomek zawdzięcza energii i pomysłowości, jaką wykazywał na polach bitew. Jego brawura stała się później główną przyczyną klęski wojsk ruskich w bitwie nad Kałką.